# Lærde efterretninger
Lærde efterretninger (også Lærde tidender og Berlingske efterretninger) er den sædvanlige forkortelse for det mest udbredte tidsskrift i 1700-tallet som anmeldte udgivne bøger.
Tidsskriftet skiftede ofte titel og redaktør, men trods omskiftningerne udkom det næsten ubrudt i en periode på over hundrede år mellem 1720-1836.

## Tidskriftets titler igennem tiden
- Nye Tidender om lærde Sager (1720-23)
- Nye Tidender om lærde og curieuse Sager (1724-48)
- Kiøbenhavnske nye Tidender om lærde [og curieuse] Sager (1749-66)
- Kiøbenhavnske Efterretninger om lærde Sager (1767-77)
- Kiøbenhavnske nye Efterretninger om lærde Sager (1778-82)
- Nyeste Kiøbenhavnske Efterretninger om lærde Sager (1783-90)
- Kiøbenhavnske lærde Efterretninger (1791-1810).
- Dansk Litteratur-Tidende (1810-1836).

## Oprindelse
I 1665 begyndte Denis de Sallo i Paris i Frankrig at udgive tidsskriftet Journal des sçavans ("Den lærde journal"). Det var et tidsskrift som udelukkende bestod af referater af nyudkomne bøger, og var ment som et blad der kunne holde det boglæsende publikum ajour med den litterære verden. Få uger efter begyndte i London i England at udkomme tidsskriftet Philosophical transactions som havde kopieret konceptet fra det franske forlæg. I Tyskland begyndte et lignende tidsskrift at udkomme kaldet Acta eruditorum. I modsætning til de franske og engelske forlæg blev dette skrevet på latin og ikke landets eget modersmål.
En egentlig kritisk bedømmelse fandtes ikke, idet man i almindelighed fandt det fornærmende at stille sig til doms overfor forfatterne. Derfor nøjedes man med, ofte lange, referater af bøgerne. I en tid hvor bøger kostede mange månedslønninger af en gennemsnitlig indtjening, kunne disse tidsskrifter ofte være det eneste indtryk mange lærde fik af størstedelen af bogmarkedet.
I 1684 begyndte derimod filosoffen Pierre Bayle fra sit eksil i Holland at udgive Nouvelles de la république des lettres, som indeholdt lærde artikler og afhandlinger der ofte indeholdt en egentlig kritik af lærde værker. Denne måde at gribe litterær kritik an på blev en succes og fandt mange efterlignere. Især i Tyskland, som igennem hele perioden var den litteratur de danske lærde ofte lagde sig efter, fik adskillige "lærde" tidsskrifter med ordet "gelehrt" i sin titel, oftere skrevet på tysk i stedet for latin. Især det i Leipzig udgivne Neue Zeitungen von gelehrten Sachen (startet 1715) må siges at være hovedinspirationen for den danske aflægger.

## De første danske forsøg
Joachim Wielandt udgav den 6. januar 1720 Danmarks første litterære tidsskrift Nye Tidender om lærde Sager, som udkom hver lørdag på fire små oktav-blade. De første numre udkom på dansk, men kort efter i 1721 skabte Wielandt med Andreas Hojer tidsskriftet Nova litteraria i stedet, som for udlandets skyld blev udgivet på latin. Der udkom dog kun 16 numre fra 16. januar til 10. juli så gik dette blad ind. Det skete fordi Hojer kritiserede en latinsk tale holdt af rektoren i Christiania Jacob Rasch. Men Rasch var tilfældigvis svigersøn af biskop Bartholomæus Deichmann, og denne formåede at få bladet forbudt på grund af kritikken. I det hele taget viser den første halvdel af det 18. århundrede at Danmark endnu ikke var klar til en litterærkritik. En negativ anmeldelse af et værk blev modtaget som en personlig fornærmelse, og det gjorde også at anmeldelelserne for en stor del i denne periode langt fra var fyldestgørende.
Nye Tidender begyndte igen at udkomme i 1722, fra 1724 med titlen Nye Tidender om lærde og curieuse Sager, og med en forøgelse af størrelsen til 8 oktavblade pr. nummer. I perioden 1731-1738 var det litteraten Albert Thura der stod for redaktionen af de danske emner under overskriften "Notification om danske curiøse Sager", i alt mere end 300 bidrag. Fra 1738 bidrog han desuden under pseudonymet "Alethophilus" (den sandhedskærlige) med småartikler om det danske sprog.

## Berlingske efterretninger
I 1748 overtog bogtrykkeren Ernst Henrich Berling (stifteren af Berlingske Tidende) udgivelsen af bladet og omdøbte det til Kiøbenhavnske nye Tidender om lærde [og curieuse] Sager. I denne periode begynder den litterære kritik at vinde indpas i landet og de litterære tidsskrifter, såsom Lærde tidender begynder langsomt at få en langt større anseelse i den litterære verden.
Forlæggeren og boghandleren Søren Gyldendal skrev anmeldelser og redigerede muligvis tidsskriftet i perioden 1778-82.
I de første par tiår lever bladet en omskiftelig tilværelse, med skiftende redaktører og titler. Trods sin position som det ældste kritiske tidsskrift er det andre nyere blade som i denne periode bliver anset for de førende litterære tidsskrifter, såsom Jacob Badens Kritiske journal og Peder Rosenstand-Goiskes Dramatiske journal.

## Opinionsdanner og recensents-selskabet
Men fra 1783 ændres dette. Jørgen Kierulf bliver da redaktør af Nyeste Kiøbenhavnske Efterretninger om lærde Sager. Det var ikke så meget Kierulf selv som hans omgangskreds der forårsagede skiftet. Kierulf var venner med hele den betydende del af det københavnske "progressive" borgerlige kulturliv, med omgangspunkt i Drejers Klub. Her færdedes personligheder som Knud Lyne Rahbek, Rasmus Nyerup, Niels Ditlev Riegels (anmelder for bladet 1784-85 under mærket π), Rudolph Buchhave og Hans Vilhelm Riber. Disse blev ansat af Kierulf som faste medarbejdere, og de dannede hvad der kaldtes et "recensent-selskab" som formåede at sætte sig i position som den førende mening om det litterære i Danmark i denne periode. Kierulf udskiftedes i 1785 af Riber. Denne bliver igen afløst af Rasmus Nyerup i 1790 som redaktør.
Der var naturligvis folk af anden mening end den som folkene bag Lærde efterretninger, f.eks. Johann Clemens Tode. I protest mod hvad han anså for en indspist og ensrettet kritik i det eksisterende tidsskrift grundlagde han sit eget litteraturkritiske tidsskrift, Kritik og Antikritik fra 1787. I pjecen Et lidet bidrag til den danske literaturs og kritiks historie i de sidste syv år fra 1788 leverer han et skarpt angreb på "recensents-selskabet". Han kritiserer blandt andet at disse unge studerende, nogle endda uden eksamen, sidder og skriver kritik over professorers skrifter. Han henviser til at i f.eks. Göttingen skrives de "lærde tidender" af professorerne selv. Tode fik skabt en solid konservativ borgerlig opinion, men det rokkede næppe ved de unge kritikeres førerposition.
Fra 1785 begyndte desuden tidsskriftet Minerva at udkomme. Det var Rahbek og Christen Henriksen Pram som stod bag dette. Lærde efterretninger og Minerva udfyldte på den måde hinanden. Hvad det førstnævnte betegner på det "moraliserende" område, betegner det sidstnævnte på det "kritiske". De tre udgivere Rahbek, Pram og Nyerup, var ikke blot personlige venner, de indtog også omtrent det samme standpunkt: det moderate fremskridt, Nyerup vel en streg længere til venstre, især i religiøs henseende.
I 1793 startede Jacob Baden tidsskriftet Københavns Universitets-Journal som ligeledes skulle være en konservativ modvægt til de Lærde efterretninger på det litteraturkritiske område.

## Tiltag mod trykkefriheden
I slutningen af 1790'erne begyndte regeringen af reagere mod den vidtgående pressefrihed som den havde tilladt efter Ove Høegh-Guldbergs fald fra magten 14. april 1784. Kritiske embedsmænd såsom Peter Collett blev først ramt. Collett havde højlydt forfægtet trykkefriheden, og i Lærde efterretninger havde han positivt anmeldt præsten Michael Gottlieb Birckners skrift Om Trykkefriheden og dens Love med mange ekstra personlige kommentarer. Det førte til at Collett blev afsat ved kongelig resolution 30. september 1797 fra sit embede, 5 dage efter sit bryllup med en enkefru Fibiger. Knud Lyne Rahbek delte sin chefredaktørstilling af tidsskriftet Minerva med Collet og Nyerup overlod ham fra januar 1798 redaktørposten af Kiøbenhavnske lærde Efterretninger, så han havde mulighed for at forsørge sin kone. Chefredaktørposten af Lærde efterretninger gav "nogle Hundrede Rigsdaler aarlig" i indtægt på daværende tidspunkt. Collett beholdt denne stilling til september 1799, hvor Trykkefrihedsforordningen af 1799 i praksis forbød politisk kritik i Danmark.
Tidsskriftet forsatte endnu i forskellige skikkelser frem til 1836, men efter Trykkefrihedsforordningen var den progressive fremskridtsånd slukket, og bladet havde overstået sin position som den toneangivende stemme i litteraturkritikken.